# Rosina von Graben von Rain

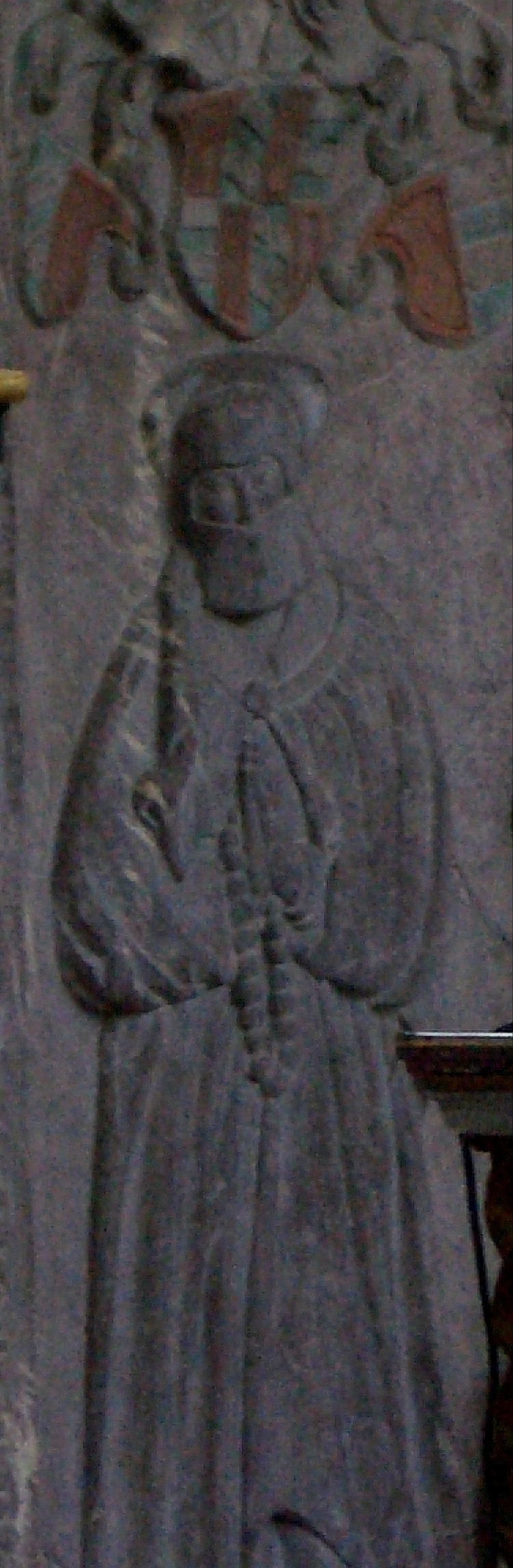
Rosina von Graben von Rain in ihrer Begräbnisstätte in der Lienzer Sankt Michaelskirche (16. Jahrhundert)

Rosina Freifrau von Graben von Rain zu Sommeregg, auch Rosina von Rain genannt (* im 15. Jahrhundert auf Burg Sommeregg; † 1534 ebenda) war eine Edelfrau und Burggräfin und Herrin von Sommeregg, sowie von Burggräfin (Pflegerin) von Lengberg aus dem Geschlecht derer Herren von Graben.

## Leben
Rosinas Eltern waren Ernst von Graben, Burggraf und Herr von Sommeregg und dessen erste Ehefrau Margaretha von Obratschan. Einer ihrer Onkel war Virgil von Graben, der ein bedeutender Edelmann und Amtsträger der Gebiete und Länder von Tirol, Kärnten und Görz war. Dessen Sohn Lukas von Graben zum Stein begründete die Linie am Stein, die auch den Familiennamen Von Graben von (zum) Stein annahm. Die Sommeregger Linie der Graben residierte auf dem von Andreas von Graben zu Sommeregg in den Jahren um 1450 neu adaptierten Familiensitz Burg Sommeregg.
Rosina war die Alleinerbin ihres Vaters Ernst von Graben und ab 1507 durch ein Testament auch von dessen kinderlosen Bruder Wolfgang Andreas von Graben. In erster Ehe war Rosina mit dem Truchsessen Georg Goldacher verehelicht, in zweiter Ehe mit dem ursprünglich ebenfalls aus Bayern stammenden, nun in Kärnten lebenden, Adeligen Haymeran von Rain zu Sommeregg. 1509 übergab der Salzburger Erzbischof Leonhard von Keutschach Rosina und Goldacher die Feste und Pflege (als Burggrafen) Lengberg, in Nachfolge des verstorbenen Virgil von Graben. Nach des Vaters Tod im Jahre 1513 erbte Rosina Burg Sommeregg sowie die dazugehörige Herrschaft und Burggrafschaft Sommeregg. Dadurch gelangte Haymeran in Besitz von Sommeregg, welche bei Inbesitznahme noch nicht die spätere Größe aufweisen konnte. Haymeran und Rosina trachteten auf eine Vergrößerung der Herrschaft, welches sie durch Güterankäufe in Treffling und Töplitsch taten. Dieser Ehe entsprangen mindestens drei Töchter, worunter Beatrix von Rain († 1538), und Hans Joachim von Rain zu Sommeregg (verehelicht mit Catharina Auerin von Leonberg, auch Auwetia ab Auburg genannt) welcher Sommeregg und das Amt Töplitsch im Jahre 1550 an Christoph Khevenhüller von Aichelberg verkaufte, und seinen Lebensmittelpunkt wieder nach Bayern verlegte. Seine Tochter Ursula von Rain war die letzte ihres Geschlechts und ehelichte 1573 Paul von Leublfing.
Auch das Gut und Gericht Doberdò del Lago war bis in das Jahr 1522 im Besitz der Familie Graben, beziehungsweise im Besitz dessen Erbtochter Rosina und ihrem Ehemann Haymeran. Diesen Besitz verkauften die Eheleute im selbigen Jahr an den Grafen Hieronimus von Attems. Des Weiteren hatte sie und ihr erster Ehemann Georg Goldacher auch von ihrem Onkel Wolfgang Andreas von Graben (ein Sohn des Andreas von Graben zu Sommeregg) laut dessen Testament aus dem Jahre 1507 dessen gesamtes Gut geerbt.
Rosina von Graben liegt in der Lienzer „Sankt Michaelskirche“ begraben. Ihr Grabdenkmal aus Marmor befindet sich neben dem ihres Onkels Heinrich von Graben († 1507). Das Grab der Rosina weist eine hohe handwerkliche Qualität auf; es wurde vielleicht von einem Steinmetz aus dem Lehrlingskreis des Christoph Geiger erschaffen. Beide Von Graben waren als Stifter der Begräbnisstätte des Geschlechts aufgetreten. Nebst Haymeran von Rain sind auch dort deren gemeinsame Kinder bestattet.

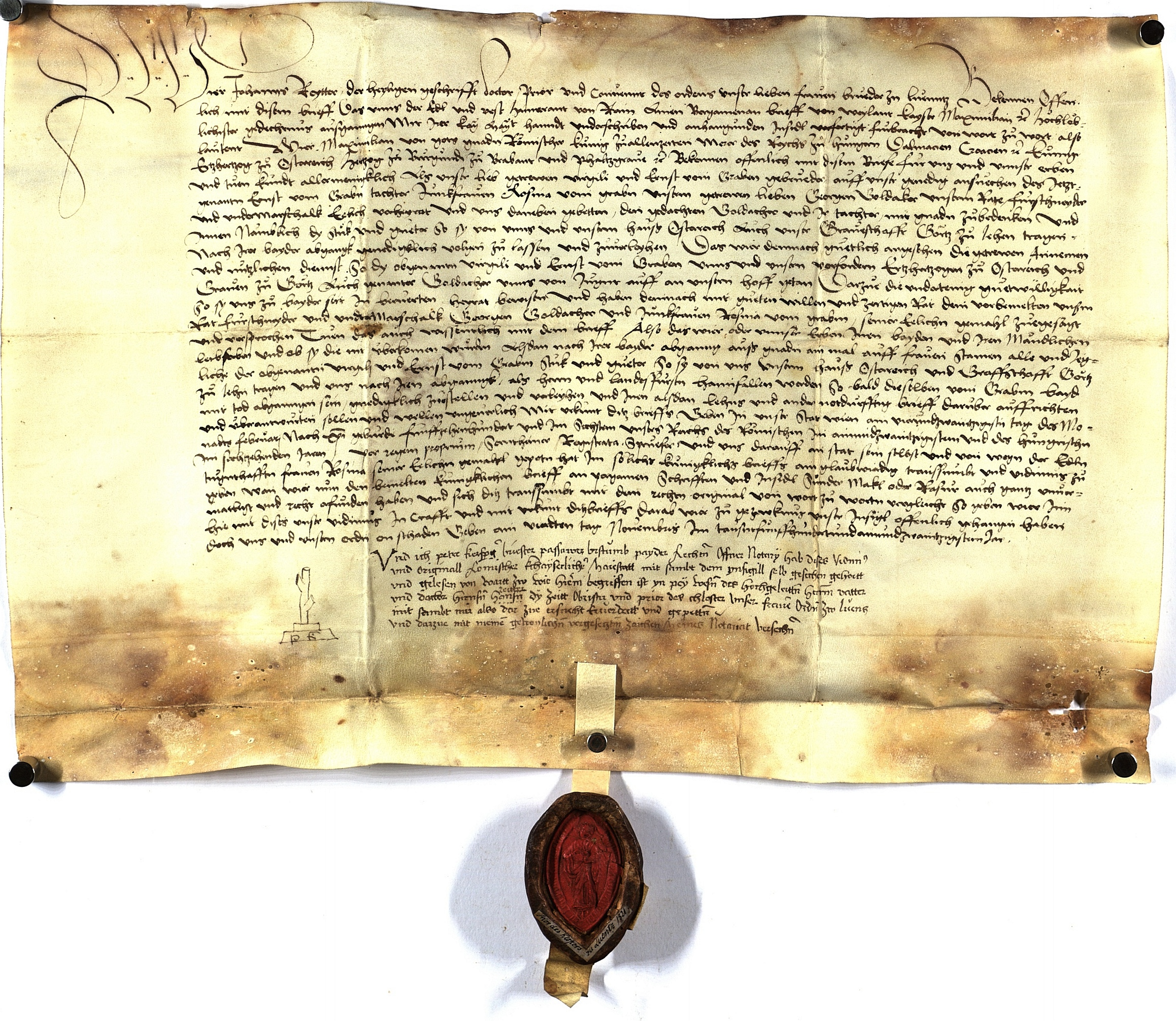
Haymeran IV von Rain zu Sommeregg erhält 1521 eine Abschrift der kaiserlichen Urkunde aus 1506, dass die landesfürstlichen und Görzer Lehen der Gebrüder Virgil und Ernst von Graben an Rosina von Graben von Rain übergehen werden.
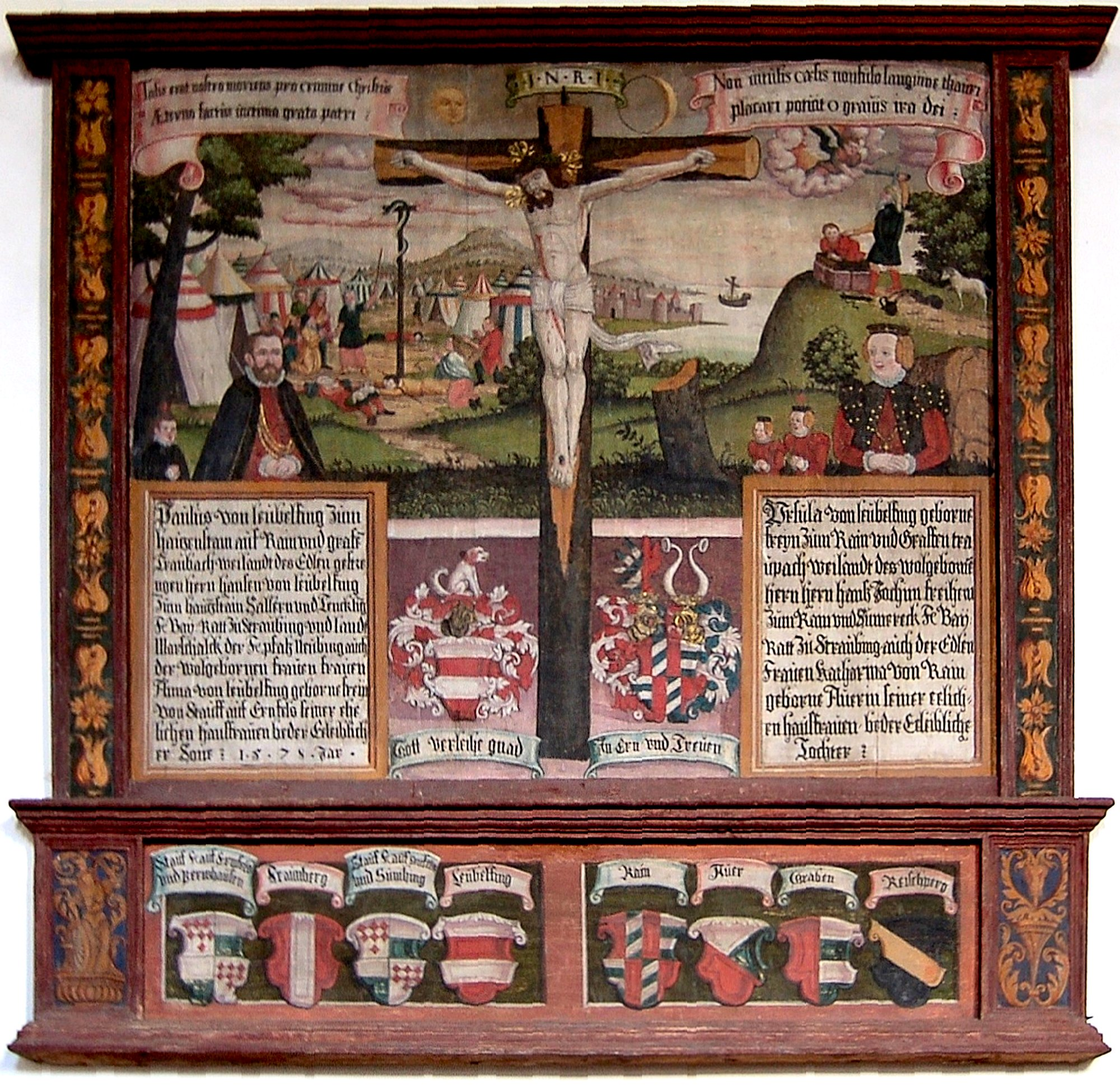
Gemälde anlässlich der Vermählung der Erbtochter Ursula von Rain mit Paul von Leublfing. Gezeigt werden die Wappen der Rain zu Sommeregg und Leublfing, sowie die Wappen der Ahnen wie den von Graben zu Sommeregg. Ursula von Rain war die Enkeltochter von Rosina von Graben von Rain. (Lienzer „Sankt Michaelskirche“ in Osttirol, 1573)
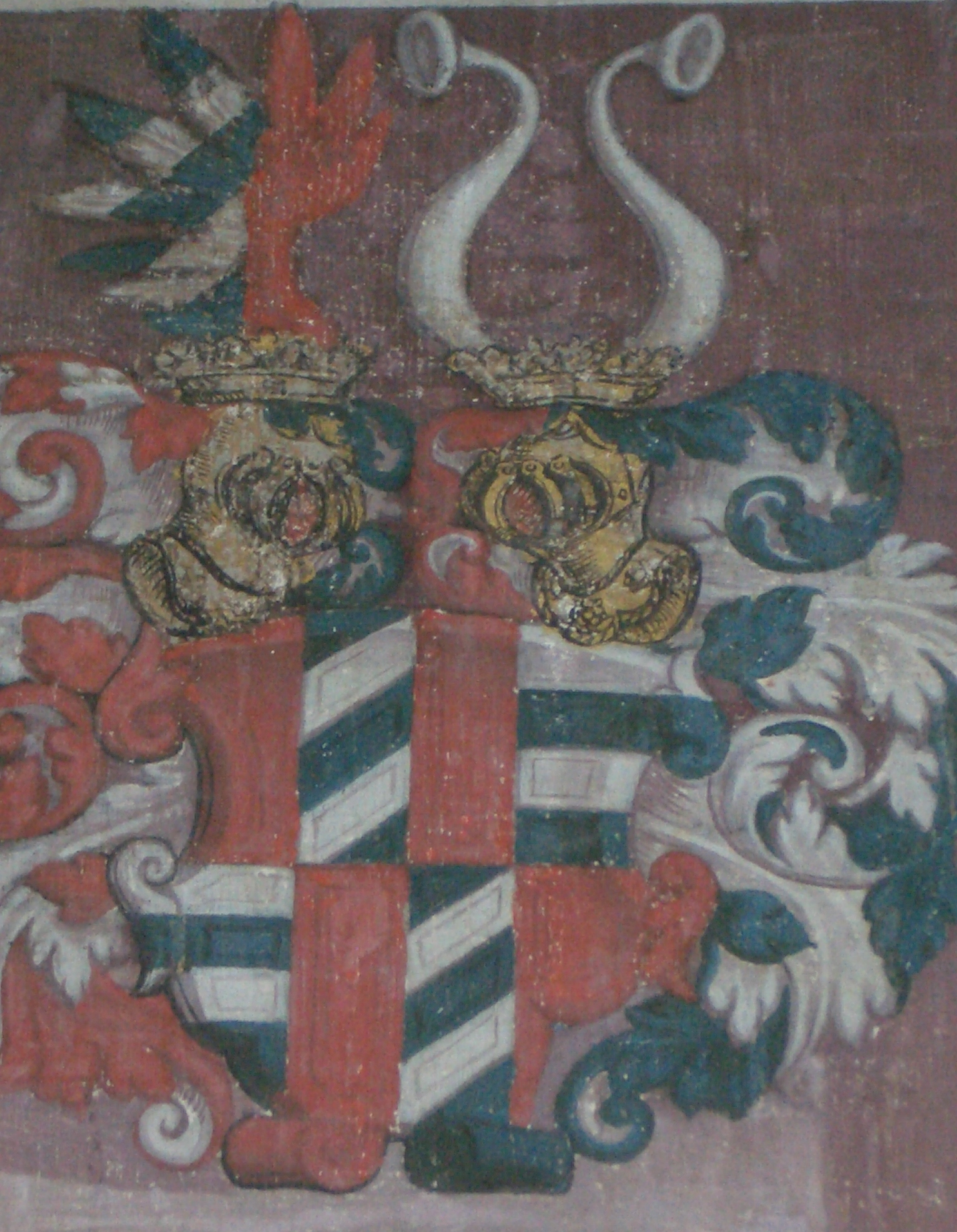
Das Wappen der Familie von Rain-von Graben zu Sommeregg in der Grabstätte in der Lienzer „Sankt Michaelskirche“

## Information
Die Daten zu diesem Artikel wurden aus der Von Graben Forschung von Matthias Laurenz Gräff übernommen.